# موجک هار

موجک هار

موجک هار سری خاصی از توابع است که اکنون به عنوان اولین موجک شناخته می‌شود. این سری اولین بار توسط آلفرد هار، ریاضیدان مجاری در سال ۱۹۰۹ پیشنهاد شد. موجک هار ساده‌ترین موجک ممکن می‌باشد. مشکل این موجک این است که پیوسته نیست و در نتیجه مشتق‌پذیر نمی‌باشد. موجک مادر هار به شکل زیر تعریف می‌شود:
{\displaystyle \psi (t)={\begin{cases}1\quad &0\leq t<1/2,\\-1&1/2\leq t<1,\\0&{\mbox{otherwise.}}\end{cases}}}
و تابع مقیاس‌کننده نیز برابر است با:
{\displaystyle \phi (t)={\begin{cases}1\quad &0\leq t<1,\\0&{\mbox{otherwise.}}\end{cases}}}

## منبع
1. ↑  Haar, Alfred; Zur Theorie der orthogonalen Funktionensysteme. (German) Mathematische Annalen 69 (1910), no. 3, 331--371.

## پیوندهای بیرونی
- ده سخنرانی در بارهٔ موجک‌ها (انگلیسی)
- تمرین با موجک‌های گوناگون به صورت بصری بایگانی‌شده  در ۱۸ مه ۲۰۰۸ توسط Wayback Machine (انگلیسی)

توصیف: اپلت موجود موجک‌های گوناگونی را به همراه توابع مقیاسشان به تصویر می‌کشد